# Cercotrichas leucosticta
Cercotrichas leucosticta là một loài chim trong họ Muscicapidae.